# Женщины в Сьерра-Леоне

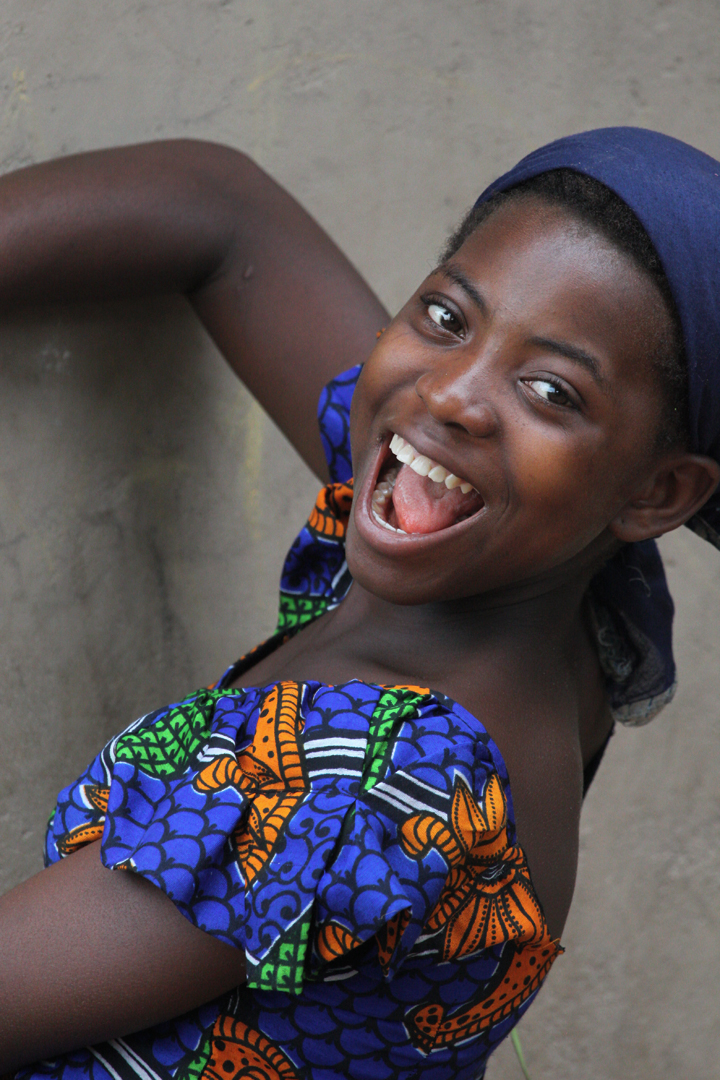
Радостная женщина из Сьерра-Леоне

Женщины в Сьерра-Леоне сталкиваются с неравенством достаточно часто.
Они живут среди бедности, насилия и отчуждения. Несмотря на это, женщины сыграли важную роль в жизни страны, в том числе в сфере образования, ими были основаны школы и колледжи. Анна Бенка Кокер, работница сферы образования, основавшая среднюю школу для девочек в Фритауне, за свои заслуги была удостоена памятника, а первая выпускница колледжа Фура-Бей, Лэти Хайд-Форестер, получила Орден британской империи.

## Репродуктивные права в Сьерра-Леоне
Репродуктивные права женщин Сьерра-Леоне серьёзно ограничены. До 2007, девочек и женщин могли выдавать замуж, не спрашивая их согласия.
Материнская и детская смертность в стране является одной из самых высоких.
Лишь 16 % взрослых женщин и 7,8 % девочек-подростков в стране предохраняются при половом акте.
В 2013, страна занимала 7 место в мире по числу подростковых беременностей.
38 % женщин в возрасте 20—24 лет родили первого ребёнка до 18. Подростковая беременность — один из ключевых факторов, влияющих на высокую материнскую смертность, так как молодые матери имеют больший риск смерти при родах. Также у молодых матерей выше риск выкидыша или ранней смерти младенца, чем у матерей старше 20 лет.
Аборты в стране незаконны при любых условиях.
В 2015 Эрнест Бай Корома отказался подписать закон, легализующий аборты.
Около 10 % материнской смертности происходит вследствие подпольных абортов.
Кроме креолов, в традиции которых нет женского обрезания, 9 из 10 женщин в стране прошли через данную процедуру, часто в рамках церемонии инициации в традиционных женских обществах. Среди женщин в Сьерра-Леоне распространено в целом позитивное отношение к процедуре обрезания. Две трети женщин прошли через неё в возрасте от 5 до 14 лет.